# Supercopa de Europa 1976
La Supercopa de Europa 1976 fue la 3.ª edición de la competición, se disputó entre el F. C. Bayern Múnich (vencedor de la Copa de Europa 1975-76) y el R. S. C. Anderlecht (vencedor de la Recopa de Europa 1975-76) a doble partido los días 17 y 30 de agosto de 1976. El primer partido, se jugó en Múnich quedando 2 a 1 para el equipo alemán. El segundo partido, jugado en Anderlecht, los belgas ganan por 4 a 1 al equipo alemán, el R. S. C. Anderlecht levantaba así su primera Supercopa de Europa con una victoria global de 5 goles a 3.
| Bandera de Alemania     | 3 - 5 | Bandera de Bélgica      |
| F. C. Bayern Múnich 2 1 | 3 - 5 | R. S. C. Anderlecht 1 4 |
| ----------------------- | ----- | ----------------------- |

## Equipos participantes
| F. C. Bayern Múnich |  | Alemania |  | Campeón de la Copa de Europa (1975-76)   |
| R. S. C. Anderlecht |  | Bélgica  |  | Campeón de la Recopa de Europa (1975-76) |

## Detalles de los encuentros

### Partido de ida
| 1          | POR        | Sepp Maier               |  |
| 3          | DEF        | Udo Horsmann             |  |
| 4          | DEF        | Hans-Georg Schwarzenbeck |  |
| 5          | DEF        | Franz Beckenbauer        |  |
| 7          | DEF        | Bernd Dürnberger         |  |
| 2          | MED        | Jupp Kapellmann          |  |
| 8          | MED        | Karl-Heinz Rummenigge    |  |
| 10         | MED        | Ulrich Hoeneß            |  |
| 11         | MED        | Conny Torstensson        |  |
| 6          | DEL        | Rainer Künkel            |  |
| 9          | DEL        | Gerd Müller              |  |
| Entrenador | Entrenador | Dettmar Cramer           |  |

| 1          | POR        | Jan Ruiter            |     |
| 3          | DEF        | Hugo Broos            |     |
| 4          | DEF        | Erwin Vandendaele     |     |
| 5          | DEF        | Jean Dockx            | 64' |
| 9          | DEF        | Gilbert Van Binst     |     |
| 6          | MED        | Arie Haan             |     |
| 7          | MED        | Franky Vercauteren    |     |
| 8          | MED        | Ludo Coeck            |     |
| 2          | DEL        | François Van Der Elst |     |
| 10         | DEL        | Peter Ressel          |     |
| 11         | DEL        | Rob Rensenbrink       |     |
| Entrenador | Entrenador | Raymond Goethals      |     |

| 12 | DEF | Michel De Groote | 64' |

| Anotado | 58' | Gerd Müller | 1-1 |
| Anotado | 88' | Gerd Müller | 2-1 |

| Anotado | 16' | Arie Haan | 0-1 |

| Árbitro | Kenneth Howard Burns |

| 1          | POR        | Sepp Maier               |  |
| 3          | DEF        | Udo Horsmann             |  |
| 4          | DEF        | Hans-Georg Schwarzenbeck |  |
| 5          | DEF        | Franz Beckenbauer        |  |
| 7          | DEF        | Bernd Dürnberger         |  |
| 2          | MED        | Jupp Kapellmann          |  |
| 8          | MED        | Karl-Heinz Rummenigge    |  |
| 10         | MED        | Ulrich Hoeneß            |  |
| 11         | MED        | Conny Torstensson        |  |
| 6          | DEL        | Rainer Künkel            |  |
| 9          | DEL        | Gerd Müller              |  |
| Entrenador | Entrenador | Dettmar Cramer           |  |

| 1          | POR        | Jan Ruiter            |     |
| 3          | DEF        | Hugo Broos            |     |
| 4          | DEF        | Erwin Vandendaele     |     |
| 5          | DEF        | Jean Dockx            | 64' |
| 9          | DEF        | Gilbert Van Binst     |     |
| 6          | MED        | Arie Haan             |     |
| 7          | MED        | Franky Vercauteren    |     |
| 8          | MED        | Ludo Coeck            |     |
| 2          | DEL        | François Van Der Elst |     |
| 10         | DEL        | Peter Ressel          |     |
| 11         | DEL        | Rob Rensenbrink       |     |
| Entrenador | Entrenador | Raymond Goethals      |     |

| 12 | DEF | Michel De Groote | 64' |

| Anotado | 58' | Gerd Müller | 1-1 |
| Anotado | 88' | Gerd Müller | 2-1 |

| Anotado | 16' | Arie Haan | 0-1 |

| Árbitro | Kenneth Howard Burns |

### Partido de vuelta
| 1          | POR        | Jan Ruiter            |  |
| 2          | DEF        | François Van der Elst |  |
| 3          | DEF        | Hugo Broos            |  |
| 4          | DEF        | Erwin Vandendaele     |  |
| 5          | DEF        | Jean Dockx            |  |
| 6          | MED        | Arie Haan             |  |
| 7          | MED        | Franky Vercauteren    |  |
| 8          | MED        | Ludo Coeck            |  |
| 9          | DEL        | Duncan McKenzie       |  |
| 10         | DEL        | Peter Ressel          |  |
| 11         | DEL        | Rob Rensenbrink       |  |
| Entrenador | Entrenador | Raymond Goethals      |  |

| 1          | POR        | Sepp Maier               |     |
| 2          | DEF        | Björn Andersson          |     |
| 3          | DEF        | Udo Horsmann             |     |
| 4          | DEF        | Hans-Georg Schwarzenbeck |     |
| 5          | DEF        | Franz Beckenbauer        |     |
| 6          | MED        | Jupp Kapellmann          |     |
| 7          | MED        | Bernd Dürnberger         |     |
| 11         | MED        | Conny Torstensson        |     |
| 8          | DEL        | Karl-Heinz Rummenigge    |     |
| 9          | DEL        | Gerd Müller              |     |
| 10         | DEL        | Ulrich Hoeneß            | 85' |
| Entrenador | Entrenador | Dettmar Cramer           |     |

| 14 | MED | Rainer Künkel | 85' |

| Anotado | 20' | Rob Rensenbrink       | 1-0 |
| Anotado | 25' | François Van Der Elst | 2-0 |
| Anotado | 59' | Arie Haan             | 3-0 |
| Anotado | 82' | Rob Rensenbrink       | 4-1 |

| Anotado | 63' | Gerd Müller | 3-1 |

| Árbitro | Paul Schiller |

| 1          | POR        | Jan Ruiter            |  |
| 2          | DEF        | François Van der Elst |  |
| 3          | DEF        | Hugo Broos            |  |
| 4          | DEF        | Erwin Vandendaele     |  |
| 5          | DEF        | Jean Dockx            |  |
| 6          | MED        | Arie Haan             |  |
| 7          | MED        | Franky Vercauteren    |  |
| 8          | MED        | Ludo Coeck            |  |
| 9          | DEL        | Duncan McKenzie       |  |
| 10         | DEL        | Peter Ressel          |  |
| 11         | DEL        | Rob Rensenbrink       |  |
| Entrenador | Entrenador | Raymond Goethals      |  |

| 1          | POR        | Sepp Maier               |     |
| 2          | DEF        | Björn Andersson          |     |
| 3          | DEF        | Udo Horsmann             |     |
| 4          | DEF        | Hans-Georg Schwarzenbeck |     |
| 5          | DEF        | Franz Beckenbauer        |     |
| 6          | MED        | Jupp Kapellmann          |     |
| 7          | MED        | Bernd Dürnberger         |     |
| 11         | MED        | Conny Torstensson        |     |
| 8          | DEL        | Karl-Heinz Rummenigge    |     |
| 9          | DEL        | Gerd Müller              |     |
| 10         | DEL        | Ulrich Hoeneß            | 85' |
| Entrenador | Entrenador | Dettmar Cramer           |     |

| 14 | MED | Rainer Künkel | 85' |

| Anotado | 20' | Rob Rensenbrink       | 1-0 |
| Anotado | 25' | François Van Der Elst | 2-0 |
| Anotado | 59' | Arie Haan             | 3-0 |
| Anotado | 82' | Rob Rensenbrink       | 4-1 |

| Anotado | 63' | Gerd Müller | 3-1 |

| Árbitro | Paul Schiller |

|                             |
| Bandera de Bélgica          |
| Campeón R. S. C. Anderlecht |
| 1.er Título                 |